# Anna Shnyrova
Anna Shnyrova (Anna Shnyrova Zhadan), de origen ruso, nació en 1979 en Púshchino, uno de los núcleos científicos de la Unión Sovética. A los doce años se traslada a España, donde termina la Licenciatura en Ciencias Químicas. Realiza su trabajo de doctorado en los Institutos Nacionales de Salud de los Estados Unidos obteniendo el título de doctora en Bioquímica y Bióloga Molecular con la tesis Study of the interaction of the matrix protein of the newcastle disease virus with lipid bilayers implications for the mechanism of viral budding, por la Universidad de Salamanca en 2008.
Está casada y tiene dos hijos.

## Trayectoria profesional
Desde 2016 es investigadora Ramón y Cajal (un programa estatal dedicado a apoyar a jóvenes investigadores) llegando a formar su propio grupo de trabajo en la Universidad del País Vasco (UPV/EHU). Anteriormente trabajó como investigadora en el grupo de "Nanomecánica de Membranas" liderado por Vadim Frolov en la Unidad de Biofísica de la UPV/EHU, donde estudió mecanismos de remodelación de la membranas celulares con ayuda de técnicas biofísicas. Gracias a su trabajo, publicado en la revista Science en 2013 y en 2014 en la revista Nature, se propuso un nuevo mecanismo molecular para la fisión de membranas celulares, que desempeña un rol fundamental en varios trastornos neuromusculares. Según la oficina de comunicaciones de la Universidad del País Vasco, el trabajo realizado en el grupo de Nanomecánica de Membranas, donde Shnyrova posee la primera autoría, ha permitido caracterizar el funcionamiento de una proteína encargada de la escisión de membranas celulares y sus resultados "permiten ver desde una nueva perspectiva los mecanismos fundamentales de la vida celular, como son la fusión y escisión de las membranas celulares".
Actualmente, la investigación de Shnyrova se centra en encontrar métodos para combatir el envejecimiento celular a través de la ampliación de conocimientos básicos sobre la maquinaria celular implicada en este proceso.
A lo largo de su carrera ha recibido importantes reconocimientos, como el  Premio al Joven Investigador de la Sociedad Biofísica Española en 2013.
En 2016, dentro del Instituto Biofisika, centro mixto de la UPV/EHU y del Consejo Superior de Investigaciones Científicas (CSIC), ha obtenido una de las cinco bolsas de investigación del Programa L´Oréal-UNESCO "For Women in Science" dotadas con 15.000 euros; cuyo jurado está compuesto por científicos de la talla de Margarita Salas, lo que según ella, supone un reconocimiento a su trayectoria científica pasada y un respaldo (moral y económico) a su proyecto de futuro. La iniciativa #PonlesCara de 'L'Oréal-UNESCO For Women in Science' está dedicado a dar visibilidad a las mujeres en la ciencia.